# Souverain-Pré
 (mai 2022).
Si vous disposez d'ouvrages ou d'articles de référence ou si vous connaissez des sites web de qualité traitant du thème abordé ici, merci de compléter l'article en donnant les références utiles à sa vérifiabilité et en les liant à la section « Notes et références ».
Souverain-Pré est un hameau belge de la commune d'Esneux situé dans la province de Liège en Région wallonne.

## Situation
Ce hameau se trouve au confluent de la Haze et de l'Ourthe au pied de la côte qui mène aux hameaux de Montfort, Chaply et Fays et à un peu plus d'un kilomètre au sud d'Esneux.
Souverain-Pré se situe aussi à proximité de l'ancienne carrière de la Gombe où était extrait le grès qui servit à la construction d'une bonne partie de la trentaine de maisons que compte cette petite localité condrusienne.
Suivant la rive droite de l'Ourthe, le RAVeL 5 traverse le hameau.
La ligne 43 (Infrabel) passe entre le hameau et le versant oriental de l'Ourthe.